# Neoscona platnicki
Neoscona platnicki – gatunek pająka z rodziny krzyżakowatych.
Gatunek ten opisany został po raz pierwszy w 2000 roku przez Pawana U. Gajbe na łamach „Records of the Zoological Survey of India”. Jako miejsce typowe wskazano Sanjivani Nagar w Jabalpurze w Indiach. Epitet gatunkowy nadano na cześć arachnologa Normana Platnicka.
Pająk ten osiąga 7,8 mm długości ciała przy karapaksie długości 3,5 mm i szerokości 2,7 mm oraz opistosomie (odwłoku) długości 5 mm i szerokości 3,6 mm. Karapaks jest brązowy z parą ciemnobrązowych pasów podłużnych na bokach i dwiema liniami zaczynającymi się za oczami tylno-środkowej pary, a kończącymi przed jamką. Część głowowa jest zwężona i lekko wyniesiona, zaopatrzona w ośmioro oczu. Oczy pary przednio-bocznej leżą znacznie bardziej z tyłu niż przednio-środkowej, a tylno-bocznej nieco bardziej z tyłu niż tylno-środkowej. Oczy par środkowych rozmieszczone są na planie dłuższego niż szerszego, węższego w tyle trapezu. Szersza niż dłuższa warga dolna jest ciemnobrązowa z rozjaśnionym brzegiem odsiebnym, a szczęki szerokie i żółtawe. Sternum jest podługowato-sercowate ze szpiczastym tyłem, ciemnobrązowe z żółtawą łatą podłużną. Odnóża są brązowe. Opistosoma jest owalna, ku przodowi wystająca nieco ponad karapaks, z wierzchu szarawobrązowa z brązowawymi bokami, czarniawymi liniami i kropkami oraz szarożółtym pasem śródgrzbietowym przez całą długość, od spodu brązowawa z ciemniejszymi, żółto obrzeżonymi kropkami.
Pajęczak orientalny, endemiczny dla Indii, znany tylko ze stanu Madhya Pradesh.